# Mala Punica
Mala Punica (Cantar de los Cantares, Ct. 4:3,13; 6:7,11; 7:13-14; 8:2) (pron. española: Mala Púnica) es un grupo de música antigua fundado en 1987 por su director: Pedro Memelsdorff. El grupo se dedica a la música medieval, principalmente del repertorio del Trecento y del Ars subtilior en Italia.
Sus discos están coproducidos por la emisora de radio alemana WDR (Westdeutscher Rundfunk) y han grabado para los sellos Arcana Label, Erato y Harmonia Mundi. Desde 1998, han sido financiados por la Fondation d'entreprise France Télécom.

## Discografía
- 1994 - Ars Subtilis Ytalica. Polyphonie pseudo-Française en Italie, 1380-1410. Arcana 21.
- 1994 - d'Amor Ragionando. Ballades du neo-Stilnovo en Italie: 1380-1415. Arcana 22.
- 1995 - En attendant. L'Art de la citation dans l'Italie des Visconti. Arcana A23.
- 1996 - Missa Cantilena. Travestimenti liturgici in Italia (1380-1410). Erato 17069.
- 1997 - Sidus Preclarum. Ciconia: Complete Motets. Erato 3984-21661.
- 2000 - Hélas Avril. Matteo de Perugia - Chansons. Erato 8573-82 163 2.
- 2002 - Narcisso Speculando. Madrigaux de Paolo da Firenze. Harmonia Mundi 901732.
- 2003 - Tal per sonar. Erato 17876.
- 2007 - Faventina. The liturgical music of Codex Faenza 117 (1380-1420). Ambroisie AM 105.

### Álbumes junto con otros grupos
- 2003 - Resonanzen 2003. Krieg und Frieden. ORF "Edition Alte Musik" CD 341 (3 SACD).
- 2005 - Resonanzen 2005. Metropolen. ORF "Edition Alte Musik" CD 417 (4 SACD-H + Bonus CD).

### Álbumes recopilatorios y cajas
- 2000 - Italie Gothique. Erato 8573-84 925-2 . . Es una caja con las siguientes 3 grabaciones:
  - 1996 - Missa Cantilena
  - 1997 - Sidus Preclarum
  - 2000 - Hélas Avril